# Eve Adamopoulos
Eve Adamopoulos est une violoniste d'origine grecque établie à Paris, en France.

## Biographie
Après avoir obtenu un premier prix de violon et de musique de chambre dans la classe d'André Gertler au Conservatoire royal de Bruxelles, Eve Adamopoulos suit des Master-Classes à la Hochschule Franz Liszt à Weimar, puis au colloque Bartók de Budapest et à l'Académie de Nice.
Elle a été violon solo ou premier violon remplaçant dans de nombreux orchestres. Elle a également travaillé avec de prestigieux violonistes, comme David Oïstrakh.
Elle est passionnée de musique de chambre, et se produit beaucoup aux États-Unis.
Eve Adamopoulos est professeur titulaire aux conservatoires des 5e et 6e arrondissements de Paris, et elle est membre de l'American String Teacher Association ainsi que de Washington DC Federation of Musicians.

## Instrument
Elle joue sur un violon Gofriller de 1732 (fabriqué à Venise).

## Divers
C'est la sœur de l'altiste Tasso Adamopoulos.